# Charles Marsham (1er comte de Romney)
Charles Marsham, 1er comte de Romney (28 septembre 1744 - 1er mars 1811), connu sous le nom de Lord Romney entre 1793 et 1801, est un homme politique britannique qui siège à la Chambre des communes de 1768 à 1790 et qui hérite de sa pairie en 1793 et est créé comte de Romney en 1801.

## Biographie

Armes du baron de Romney

Il est le fils de Robert Marsham, 2e baron Romney et de Priscilla, fille et héritière de Charles Pym. Il fait ses études au Collège d'Eton (1753-63) et entre dans la Christ Church d'Oxford en 1763. Il succède à son père à la baronnie le 16 novembre 1793. En 1793, Charles hérite des énormes plantations de canne à sucre de son grand-père, connues sous le nom de Romney's, sur l'île de Saint-Kitts dans les Caraïbes. La propriété fait partie du règlement de mariage de son père avec sa mère en 1742.

## Carrière politique
Il est élu au Parlement pour Maidstone en 1768, poste qu'il occupe jusqu'en 1774, puis représente le Kent de 1774 à 1790. Il est également Lord Lieutenant du Kent de 1797 à 1808.
En 1799, il accueille le roi George III à son siège familial, à Moat House, qui passe en revue environ six mille des volontaires de Kentish. Un temple de style dorique est construit à Mote Park pour commémorer l'occasion.
Il est élu membre de la Royal Society en 1766.
En 1801, il est créé vicomte Marsham, de la Mote dans le comté de Kent et comte de Romney.

## Mariage et enfants

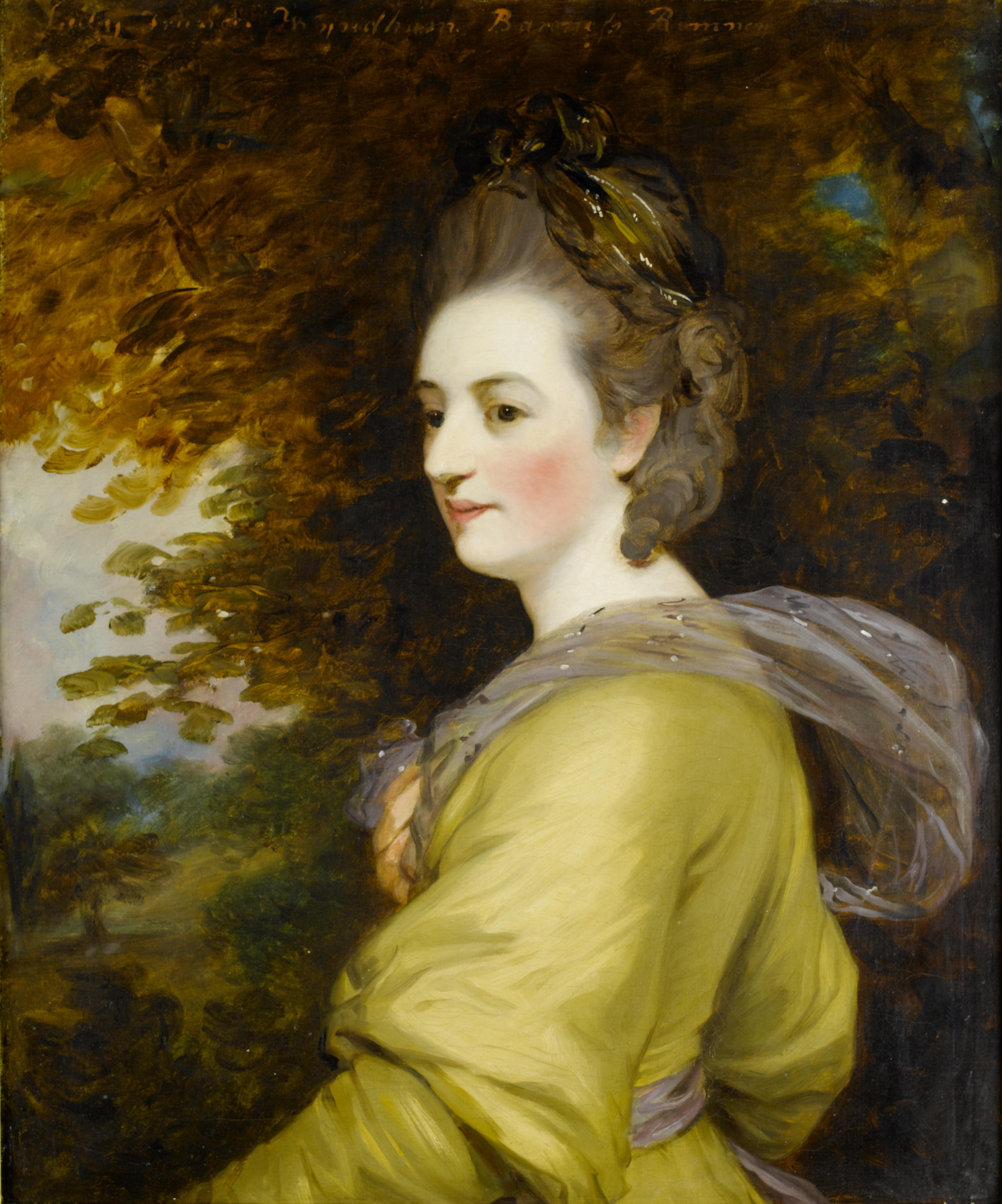
Lady Frances Wyndham (John Hoppner)

Lord Romney épouse Frances Wyndham (née le 9 juillet 1755, décédée le 15 janvier 1795), fille de Charles Wyndham (2e comte d'Egremont), le 30 août 1776. Ils ont deux enfants survivants  :
- Charles Marsham (2e comte de Romney) (né le 22 novembre 1777, décédé le 29 mars 1845)
- Frances Marsham (née le 25 octobre 1778, décédée le 30 juin 1868). Marié à John Buchanan Riddell, 9e baronnet le 17 août 1805.

Lady Romney est morte en janvier 1795 à l'âge de 39 ans. Lord Romney est mort en mars 1811, à l'âge de 66 ans. Son fils, Charles, lui succède comme comte.